# Hoy canto para ti
 Hoy canto para ti es una película en blanco y negro de Argentina dirigida por Kurt Land sobre el guion de Luis Alberto Negro y Oscar Cabeillou que se estrenó el 21 de junio de 1950 y que tuvo como protagonistas a Gregorio Barrios, Raimundo Pastore, Pola Alonso y Luis A. Negro. La película contó además con la colaboración de Alfredo Alaria en la coreografía.

## Sinopsis
A pesar de la opinión contraria de su padre una joven se enamora de un cantante de boleros.

## Reparto
- Gregorio Barrios
- Raimundo Pastore
- Pola Alonso
- Luis A. Negro
- María del Pilar
- Domingo Mania
- Roberto Crespi
- Zita Rosas
- Iris Portillo
- Warly Ceriani
- Alfredo Alaria
- Dora Zular

## Comentarios
Para la crítica de Noticias Gráficas “el argumento del film se puede decir que no existe” y Manrupe y Portela opinan que es un vehículo simplista para explotar el éxito radial de Barrios y sus canciones.